# دوري هونغ كونغ لكرة القدم 1963–64
دوري هونغ كونغ لكرة القدم 1963–64 هو الموسم 19 من دوري هونغ كونغ لكرة القدم ‏. كان عدد الأندية المشاركة فيه 12، وفاز فيه نادي كيتشي.